# NGC 5091
NGC 5091 is een spiraalvormig sterrenstelsel in het sterrenbeeld Centaur. Het hemelobject werd op 3 juni 1834 ontdekt door de Britse astronoom John Herschel.

## Synoniemen
- ESO 270-4
- MCG -7-27-55
- AM 1318-432
- DCL 567
- PGC 46626